# Икономическа война
Икономическата война е термин за икономическа политика, следвана като част от военните операции по време на война.
Целта на икономическата война е да улови онези критични икономически ресурси, така че военните да не могат да работят в режим на пълна ефективност, и по този начин вражеските сили лишени от тези ресурси, да бъдат изтощени и в крайна сметка победени във войната.
Концепцията за икономическа война е най-приложима при конфликти между отделни държави и особено във време на тотална война, която включва не само въоръжените сили на една страна, но и мобилизация на цялата икономика на страната към военните усилия за спечелване на войната. В такава ситуация, причинявайки щети на икономиката на врага директно се уврежда и способността му да води бойни действия в пълен обем, капацитет и ресурс.
Някои от политиките, които се следват в/при икономическа война са:
1. блокада;
2. черен списък;
3. преклузивни покупки;
4. стимулиране развитието на неефективни вражески икономически дейности (черни дупки) – от разузнаването;
5. изземване (експроприиране) на вражески активи – от контраразузнаването;

Най-типичния пример за икономическа война е блокадата на Германия по време на Втората световна война, който довежда и до неприятни рецидиви сред някои от съюзените държави като например големия глад в Гърция.
Следва да се разграничава икономическата от търговската война.